# Gneiss di Acasta

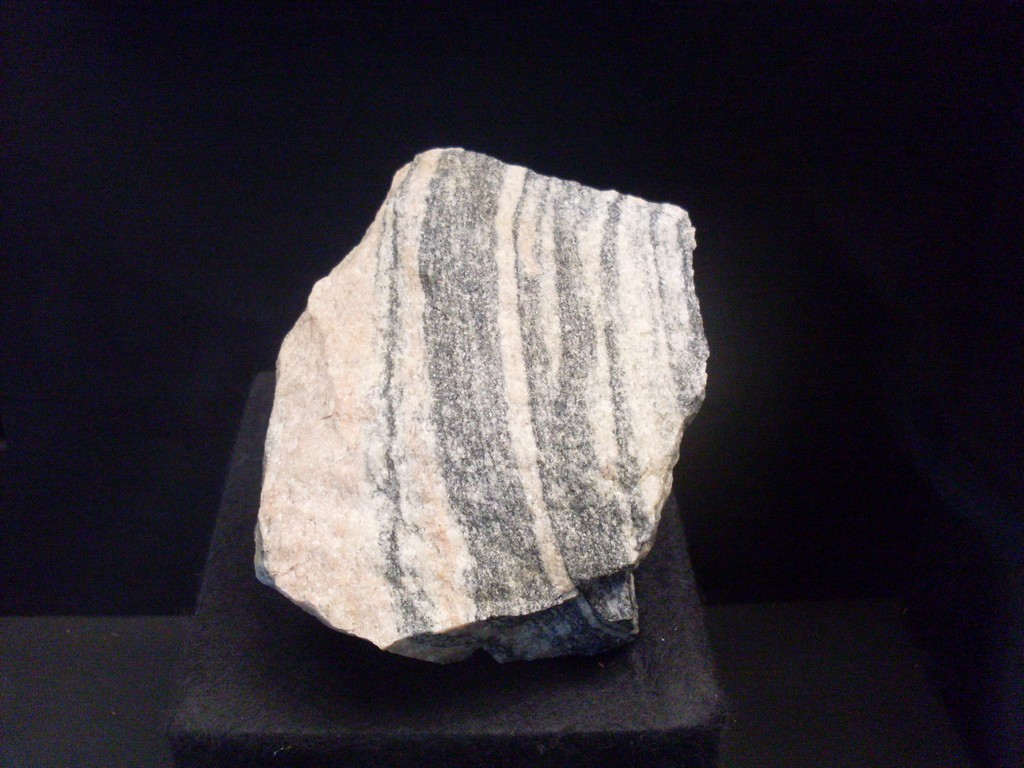
Frammento di gneiss di Acasta esposto al Museo di Storia Naturale di Vienna

Lo gneiss di Acasta è un affioramento roccioso di gneiss tonalite dell'Adeano, che si trova nello scudo canadese, nei Territori del Nord-Ovest, Canada.
Più in dettaglio, esso si trova su un'isola circa 300 km a nord di Yellowknife. Il deposito roccioso del fiume Acasta, datato a 4,031 - 3,58 miliardi di anni, sembra essere il più vecchio frammento intatto di crosta noto sulla Terra.
Rinvenuto nel 1989, esso fu chiamato così dal nome del vicino fiume Acasta, a est del Grande Lago degli Orsi.
L'affioramento di Acasta si trova in un'area remota delle terre ove sono insediate le genti Tlicho.
Questo gneiss è la roccia esposta più antica del mondo.

## Geologia
La roccia esposta nell'affioramento deriva da un granitoide risalente a 4,2 miliardi di anni; questa stima dell'età è ottenuta sulla base di una datazione radiometrica dei cristalli di zircone.
Lo gneiss di Acasta è importante per stabilire la storia iniziale della crosta continentale.
Esso si formò nel periodo non ufficiale del gruppo dei bacini dell'Adeano, era che venne prima dell'Archeano.

## Disputa del record
Nel 2008, un gruppo di studiosi della McGill University ha riferito di un affioramento di roccia datata a 4,28 miliardi di anni nella cintura di rocce verdi di Nuvvuagittuq sulle rive orientali della Baia di Hudson, 40 kilometri a sud di Inukjuak, Quebec, Canada.
Il metodo di datazione utilizzato non impiegava una datazione radiometrica dei cristalli di zircone come effettuato per lo gneiss di Acasta, cosicché resta alquanto incerto se la data riportata rappresenti l'età della roccia stessa formata o piuttosto una firma isotopica residuale di materiale più vecchio che si fuse per formare la roccia.
Le rocce mafiche della cintura di Nuvvuagittuq possiedono composizioni isotopiche registrate che possono essersi prodotte solamente nell'Adeano (cioè, oltre 4 miliardi di anni fa); inoltre, lo studio isotopico completo di tutte le litologie incluse nella cintura di Nuvvuagittuq indica che essa si formò circa 4,4 miliardi di anni fa.

## Campioni in esposizione
Nel 2003, un gruppo dello Smithsonian Institution raccolse un masso da 4 tonnellate di gneiss di Acasta; esso è stato posto esternamente al National Museum of the American Indian a Washington D.C.
Un altro campione è esposto nel Museu de Geociências dell'Università di Brasilia, in Brasile.